# Carnaval de Niterói
Carnaval de Niterói já foi considerado o segundo maior do Brasil em matéria de desfiles de escolas de samba. Fortemente influenciado pelo Carnaval do Rio de Janeiro, sua história está marcada pelas disputas de escolas de samba e blocos, além da categoria "Academias", que existiu como nos primeiros anos.
Com o passar dos anos, três das maiores escolas da cidade, Unidos do Viradouro, Acadêmicos do Cubango e Acadêmicos do Sossego, abandonaram os desfiles locais para desfilar na capital do Estado, o que contribuiu para o esvaziamento, perda de popularidade, declínio, e finalmente, a paralisação dos desfiles, a partir de 1996, até seu retorno, em 2006.

## História
O Carnaval de Niterói foi desde muito tempo influenciado pelo Carnaval do Rio de Janeiro, contando com desfiles de escolas de samba e blocos carnavalescos. As escolas niteroienses gravavam LPs e eram bastante reconhecidas, sendo o desfile da cidade na Avenida Amaral Peixoto. Nos carnavais de 1981, 1982 e 1983 os desfiles aconteceram na Passarela do Samba junto ao antigo Estacionamento Norte, montada na região denominada Praia Grande, chamada por muitos em Niterói e região de "Praião". Nos três desfiles realizados nesse local a Unidos do Viradouro já demonstrava credenciamento para participar do Carnaval Carioca.
Os carnavais de 1984 e 1985, apesar de conturbados, foram decisivos para o futuro das agremiações que em Niterói se apresentavam. O favoritismo da Viradouro e Cubango criava muitos conflitos. A saída dessas duas potências do carnaval niteroiense tem fundamentação também no descontentamento dos participantes e dos dirigentes de outras entidades. No carnaval de 1984, houve um empate entre as duas, num ano em que a Corações Unidos era franca favorita. Em protesto contra o resultado, os integrantes da Corações Unidos, terceira colocada se recusaram a participar do desfile das campeãs. A escola fora representada pelo casal de mestre-sala e porta-bandeira com algumas pessoas cantando o samba.
Em 1985, último ano de participação das mais famosas agremiações, no momento da apuração ocorreu grande confusão: um dos documentos do corpo de jurados fora rasgado. Para contornar a situação, a Enitur - Empresa Niteroiense de Turismo, que existia à época, proclamou campeãs a União da Ilha da Conceição e a Corações Unidos.
Com o tempo, vários fatores levaram o carnaval da cidade à decadência. Primeiro, a proximidade com a cidade do Rio de Janeiro fazia com que as grandes agremiações da cidade se vissem tentadas a trocar o desfile niteroiense pelo carioca. Assim fizeram a Viradouro e a Cubango, ainda nos anos 80. Além disso, a falta de investimentos e de interesse por parte do poder público municipal em relação ao Carnaval fez com que muitas escolas, sem verbas, fossem fechando as suas portas. Até que nos anos 90 a Sossego também trocou Niterói pelo Rio, e o desfile teve fim. Algumas escolas restantes também foram desfilar no Carnaval do município vizinho (São Gonçalo), enquanto outras simplesmente foram extintas. 
Nos anos 2000, durante o mandato do prefeito Godofredo Pinto, os desfiles voltaram a ser realizados e novas agremiações foram criadas na cidade. Em 2003 foi criado o Carnamar, um desfile com embarcações, que passou a abrir oficialmente o carnaval, no antepenúltimo domingo antes do carnaval, onde dois barcos passaram a ser premiados em duas diferentes categorias, um no quesito decoração original e outro no quesito animação.
Em meados de 2005, foi iniciado o processo de revitalização do Carnaval, com a criação da UESBCN, após 15 anos de interrupção dos desfiles oficiais. Em 2006, o evento passou a acontecer na Rua da Conceição, entre o sábado e a terça-feira de Carnaval, envolvendo, em média, por dia, um público de 6 a 10 mil pessoas, entre sambistas e apenas espectadores.
No Carnaval de 2008 foram 5 escolas de samba. No carnaval de 2010, com inclusão de quatro novas escolas, o carnaval niteroiense passou a ter dois grupos no carnaval 2011, Especial e Acesso, e o retorno dos  desfiles no centro da cidade, com uma passarela na Rua da Conceição. O Carnaval 2012 em Niterói teve desfile de 38 agremiações entre escolas de samba e blocos, em passarela montada na Rua da Conceição e ainda houve eventos de rua espalhados pelos vários bairros da cidade.
Em 2017 houve um racha que gerou a criação da LESNIT, onde reuniu 21 das 29 filiadas descontentes com a UESBCN, que ficou com o restante. mas com o impasse o carnaval 2018 passa a ser gerido por uma Comissão de Carnaval. para o carnaval 2020, ficou sugerido o retorno dos Desfiles das Escolas de Samba a Avenida Amaral Peixoto. mas foi descartado, ficando mesmo na Rua da Conceição, e com novidades como a volta dos desfiles ao Domingo e os Grupos D e Avaliação, formando o Grupo C, no ano seguinte.
Em 2021, os desfiles passaram a acontecer no Caminho Niemeyer, com arena em formato de U.
No Carnaval de 2025, a Folia do Viradouro sagrou-se campeã do Grupo A, tendo a Magnólia Brasil como vice, empatada em pontos com a Império de Charitas. Mas o quesito harmonia definiu a vice-campeã, que tem direito a premiação. No Grupo B, a Sabiá conquistou o título e o direito de regressar à Série A. Já pelo Grupo C, após apuração acirrada e punição que definiu o rebaixamento da Balanço do Fonseca, a Cacique da São José ficou com o título. O Grupo de Avaliação também teve apuração acirrada, com a Acadêmicos Data Vênia Doutor conquistando o título e o direito de ingressar no Grupo C.

## Desfile das escolas de samba de Niterói

### Grupo A
Caminho Niemeyer (Facebook)
- Experimenta da Ilha
- Magnólia Brasil
- Alegria da Zona Norte
- Souza Soares
- Folia do Viradouro
- Unidos da Região Oceânica
- Império de Araribóia
- Império de Charitas

### Grupo B
Caminho Niemeyer (Facebook)
- Sabiá
- Garra de Ouro
- Unidos do Sacramento
- Banda Batistão
- Combinado do Amor
- Mocidade Independente de Icaraí
- Paraíso da Bonfim
- Tá Rindo Por Quê?

### Grupo C
Caminho Niemeyer (Facebook)
- Cacique da São José
- Galo de Ouro
- Balanço do Fonseca
- Bem Amado

Caminho Niemeyer (Facebook)
- Acadêmicos da Ponta da Areia
- Acadêmicos Data Vênia Doutor
- Bugres do Cubango

### Entidades carnavalescas extintas ou suspensas
- Acadêmicos do Novo México
- Amigos da Ciclovia
- Bafo do Tigre
- Camisolão
- Ferimento Leve
- Fora de Casa
- Grilo da Fonte
- Grupo dos Quinze
- Inocentes de Maricá
- Mistura da Raça
- Mocidade Independente do Boaçu
- Se não Guenta, por que Veio?
- União da Engenhoca
- União do Maruí
- Unidos de Piratininga
- Unidos do Barro Vermelho
- Unidos do Castro

## Resultados

### Década 1940

#### 1946
| Escolas de samba |        |      |        |
| Colocação        | Escola | Nota | Ref.   |
| 1º               | Sabiá  |      | [ 16 ] |

#### 1947
| Escolas de samba |        |      |        |
| Colocação        | Escola | Nota | Ref.   |
| 1º               | Sabiá  |      | [ 16 ] |

#### 1948
| Escolas de samba |                   |      |        |
| Colocação        | Escola            | Nota | Ref.   |
| 1º               | Sabiá             |      |        |
| 2º               | Combinado do Amor |      | [ 16 ] |
| 3º               | Escola Primavera  |      | [ 16 ] |

#### 1949
| Escolas de samba |                   |      |        |
| Colocação        | Escola            | Nota | Ref.   |
| 1º               | Viradouro         |      | [ 16 ] |
| 2º               | Combinado do Amor |      |        |
| 3º               | Escola Primavera  |      |        |

### Década 1950

#### 1950
| Escolas de samba |           |      |        |
| Colocação        | Escola    | Nota | Ref.   |
| 1º               | Viradouro |      | [ 16 ] |
| º                |           |      |        |
| º                |           |      |        |

#### 1951
Não houve desfile

#### 1952
| Escolas de samba |           |      |        |
| Colocação        | Escola    | Nota | Ref.   |
| 1º               | Viradouro |      | [ 16 ] |

#### 1953
| Escolas de samba |                   |      |        |
| Colocação        | Escola            | Nota | Ref.   |
| 1º               | Viradouro         |      | [ 16 ] |
| 2º               | Combinado do Amor |      |        |

#### 1954
| Grupo Especial |                   |      |               |
| Colocação      | Escola            | Nota | Ref.          |
| 1º             | Combinado do Amor |      | [ 17 ] [ 18 ] |

#### 1955
| Grupo Único |                     |      |        |
| Colocação   | Escola              | Nota | Ref.   |
| 1º          | Combinado do Amor   |      | [ 19 ] |
| 2º          | Unidos do Viradouro |      | [ 20 ] |

#### 1956
| Escolas de samba |                   |      |        |
| Colocação        | Escola            | Nota | Ref.   |
| 1º               | Viradouro         |      | [ 16 ] |
| 2º               | Combinado do Amor |      |        |
| º                |                   |      |        |

#### 1957
| Escolas de samba |                   |      |        |
| Colocação        | Escola            | Nota | Ref.   |
| 1º               | Viradouro         |      | [ 16 ] |
| 2º               | Combinado do Amor |      |        |
| º                |                   |      |        |

#### 1958
| Escolas de samba |           |      |        |
| Colocação        | Escola    | Nota | Ref.   |
| 1º               | Viradouro |      | [ 16 ] |

#### 1959
| Grupo Especial         |                           |           |        |
| Colocação              | Escola                    | Pontuação | Ref.   |
| 1º                     | GRES Unidos do Viradouro  | 80 Pontos | [ 20 ] |
| 2º                     | GRES Combinado do Amor    | 70 Pontos | [ 21 ] |
| Academias de samba     |                           |           |        |
| Colocação              | Escola                    | Pontuação | Ref.   |
| 1º                     | Acadêmicos do Cubango     |           | [ 2 ]  |
| Blocos Carnavalescos 1 |                           |           |        |
| Colocação              | Bloco                     | Pontuação | Ref.   |
| 1º                     | Perseverantes da Costeira |           | [ 21 ] |
| 2                      | Turunas do Lóide          |           | [ 21 ] |
| 3                      | Jabaculê                  |           | [ 21 ] |
| Blocos Carnavalescos 2 |                           |           |        |
| Colocação              | Bloco                     | Pontuação | Ref.   |
| 1º                     | Neros do Fonseca          | 75 Pontos | [ 21 ] |
| 2º                     | Bugres do Cubango         | 74 Pontos | [ 21 ] |
| 3º                     | Academia                  |           | [ 21 ] |
| 4º                     | Academia do Samba         | 56 Pontos | [ 21 ] |

### Década 1960

#### 1960
| Escolas de samba     |                                                |           |        |
| Colocação            | Escola                                         | Nota      | Ref.   |
| 1º                   | Corações Unidos                                |           | [ 16 ] |
| 2º                   | Viradouro                                      |           |        |
| 3º                   | Combinado do Amor                              |           | [ 22 ] |
| Academias de samba   |                                                |           |        |
| Colocação            | Escola                                         | Pontuação | Ref.   |
| 1º                   | Acadêmicos do Cubango e Acadêmicos da Palmeira | 75 Pontos | [ 2 ]  |
| Blocos Carnavalescos |                                                |           |        |
| Colocação            | Bloco                                          | Pontuação | Ref.   |
| 1º                   | Nero do Fonseca                                | 62 Pontos | [ 22 ] |
| 2                    | Unidos de São Lourenço                         | 49 Pontos | [ 22 ] |

#### 1961
| Grupo Especial                 |                           |            |        |
| Colocação                      | Escola                    | Pontuação  | Ref.   |
| 1º                             | Combinado do Amor         |            | [ 23 ] |
| 2º                             | Corações Unidos           |            | [ 23 ] |
| Academias de samba             |                           |            |        |
| Colocação                      | Escola                    | Pontuação  | Ref.   |
| 1º                             | Acadêmicos do Cubango     | 405 Pontos | [ 2 ]  |
| 2                              | Acadêmicos da Carioca     | 356 Pontos | [ 23 ] |
| 3                              | Academia das Palmeiras    | 315 Pontos | [ 23 ] |
| Blocos Carnavalescos - Domingo |                           |            |        |
| Colocação                      | Bloco                     | Pontuação  | Ref.   |
| 1º                             | Nero do Fonseca           | 397 Pontos | [ 23 ] |
| 2                              | Bugres do Cubango         | 309 Pontos | [ 23 ] |
| 3                              | U. Mem de Sá              | 220 Pontos | [ 23 ] |
| Blocos Carnavalescos - Sábado  |                           |            |        |
| Colocação                      | Bloco                     | Pontuação  | Ref.   |
| 1º                             | Perseverantes da Costeira | 396 Pontos | [ 23 ] |
| 2º                             | Cadete da Folia           | 369 Pontos | [ 23 ] |
| 3º                             | Turunas do Lóide          | 344 Pontos | [ 23 ] |
| 4º                             | Boêmios do Hime           | 260 Pontos |        |

#### 1962
| Grupo Especial       |                           |           |        |
| Colocação            | Escola                    | Pontuação | Ref.   |
| 1º                   | Unidos do Viradouro       |           | [ 24 ] |
| 2º                   | Corações Unidos           |           | [ 24 ] |
| 3º                   | Combinado do Amor         |           | [ 24 ] |
| Academias de samba   |                           |           |        |
| Colocação            | Escola                    | Pontuação | Ref.   |
| 1º                   | Acadêmicos do Cubango     |           | [ 2 ]  |
| 2                    | Acadêmicos da Carioca     |           | [ 24 ] |
| 3                    | Academia Flor da Mocidade |           | [ 24 ] |
| Blocos Carnavalescos |                           |           |        |
| Colocação            | Bloco                     | Pontuação | Ref.   |
| 1º                   | Boêmios do Araribóia      |           | [ 24 ] |
| 2                    | U. Mem de Sá              |           | [ 24 ] |
| 3                    | U. de São Lourenço        |           | [ 24 ] |
| Menção Honrosa       | Brugres do Cubango        |           | [ 24 ] |

#### 1963
| Grupo Especial       |                         |           |        |
| Colocação            | Escola                  | Pontuação | Ref.   |
| 1º                   | Unidos do Viradouro     |           | [ 25 ] |
| 2º                   | Corações Unidos         |           | [ 25 ] |
| 3º                   | Combinado do Amor       |           | [ 25 ] |
| Academias de samba   |                         |           |        |
| Colocação            | Escola                  | Pontuação | Ref.   |
| 1º                   | Acadêmicos do Cubango   |           | [ 2 ]  |
| 2                    | Acadêmicos da Boa Vista |           | [ 25 ] |
| Blocos Carnavalescos |                         |           |        |
| Colocação            | Bloco                   | Pontuação | Ref.   |
| 1º                   | Xavantes do Paraíso     |           | [ 25 ] |
| 2                    | Bugres do Cubango       |           | [ 25 ] |
| Grandes Blocos       |                         |           |        |
| Colocação            | Bloco                   | Pontuação | Ref.   |
| 1º                   | Cadetes da Folia        |           | [ 25 ] |
| 2                    | Turunas do Lóide        |           | [ 25 ] |

#### 1964
| Escolas de samba |                 |      |        |
| Colocação        | Escola          | Nota | Ref.   |
| 1º               | Corações Unidos |      | [ 16 ] |
| 2º               | Cubango         |      |        |

#### 1965
| Escolas de samba |                   |      |        |
| Colocação        | Escola            | Nota | Ref.   |
| 1º               | Corações Unidos   |      | [ 16 ] |
| 2º               | Combinado do Amor |      |        |
| 3º               | Cubango           |      |        |

#### 1966
| Escolas de samba |                 |      |        |
| Colocação        | Escola          | Nota | Ref.   |
| 1º               | Corações Unidos |      | [ 16 ] |
| 2º               |                 |      |        |
| 3º               | Cubango         |      |        |

#### 1967
| Escolas de samba |           |      |        |
| Colocação        | Escola    | Nota | Ref.   |
| 1º               | Cubango   |      | [ 16 ] |
| 2º               | Viradouro |      |        |

#### 1968
| Escolas de samba |           |      |        |
| Colocação        | Escola    | Nota | Ref.   |
| 1º               | Cubango   |      | [ 16 ] |
| 2º               | Viradouro |      |        |

#### 1969
| Escolas de samba |           |      |        |
| Colocação        | Escola    | Nota | Ref.   |
| 1º               | Cubango   |      | [ 16 ] |
| 2º               | Viradouro |      |        |

### Década 1970

#### 1970
| Escolas de samba |                   |      |              |
| Colocação        | Escola            | Nota | Ref.         |
| 1º               | Cubango           |      | [ 16 ] [ 2 ] |
| 2º               | Combinado do Amor |      |              |
| 3º               | Viradouro         |      | [ 26 ]       |
| 4º               | U. Mem de Sá      |      | [ 27 ]       |
| 5º               | Corações Unidos   |      |              |
| 6º               | Império do Estado |      |              |

#### 1971
| Grupo Especial |                            |            |        |
| Colocação      | Escola                     | Pontuação  | Ref.   |
| 1º             | GRES Unidos do Viradouro   | 104 Pontos | [ 20 ] |
| 2º             | GRES Unidos da Mem de Sá   | 102 Pontos |        |
| 3º             | GRES Combinado do Amor     | 100 Pontos |        |
| 4º             | GRES Acadêmicos do Cubango | 96 Pontos  |        |

#### 1972
| Grupo Especial |                            |           |       |
| Colocação      | Escola                     | Pontuação | Ref.  |
| 1º             | GRES Acadêmicos do Cubango |           | [ 2 ] |
| 2º             | GRES Unidos do Viradouro   |           |       |
| 3º             | GRES Unidos da Mem de Sá   |           |       |

#### 1973
| Grupo Especial       |                                                      |           |        |
| Colocação            | Escola                                               | Pontuação | Ref.   |
| 1º                   | GRES Unidos do Viradouro                             |           | [ 20 ] |
| 2º                   | GRES Combinado do Amor                               |           |        |
| 3º                   | GRES Acadêmicos do Cubango e Canarinhos da Engenhoca |           | [ 2 ]  |
| Grupo de Acesso      |                                                      |           |        |
| Colocação            | Escola                                               | Pontuação | Ref.   |
| 1º                   | Bafo do Bode                                         |           | [ 28 ] |
| 2º                   | Souza Soares                                         |           | [ 28 ] |
| 3º                   | Acadêmicos do Beltrão                                |           | [ 28 ] |
| Blocos Carnavalescos |                                                      |           |        |
| Colocação            | Escola                                               | Pontuação | Ref.   |
| 1º                   | Império de São Gonçalo                               |           | [ 28 ] |
| 2º                   | Boêmios da Madama                                    |           | [ 28 ] |
| 3º                   | Bugres do Cubango                                    |           | [ 28 ] |

#### 1974
| Grupo Especial |                            |           |              |
| Colocação      | Escola                     | Pontuação | Ref.         |
| 1º             | GRES Unidos do Viradouro   |           | [ 20 ]       |
| 2º             | GRES Acadêmicos do Cubango |           | [ 29 ] [ 2 ] |

#### 1975
| Grupo Especial       |                              |            |        |
| Colocação            | Escola                       | Pontuação  | Ref.   |
| 1º                   | GRES Acadêmicos do Cubango   | 102 Pontos | [ 2 ]  |
| 2º                   | GRES Unidos do Viradouro     | 101 Pontos | [ 20 ] |
| 3º                   | GRES Canarinhos da Engenhoca | 86 Pontos  | [ 30 ] |
| 4º                   | GRES Combinado do Amor       | 86 Pontos  | [ 30 ] |
| 5º                   | Corações Unidos              | 86 Pontos  | [ 30 ] |
| 6º                   | Souza Soares                 | 85 Pontos  | [ 30 ] |
| Grupo de Acesso      |                              |            |        |
| Colocação            | Escola                       | Pontuação  | Ref.   |
| 1º                   | Caçadores da Vila            |            | [ 30 ] |
| 2º                   | Acadêmicos da Engenhoca      |            | [ 30 ] |
| 3º                   | Santo Inácio                 |            | [ 30 ] |
| Blocos Carnavalescos |                              |            |        |
| Colocação            | Escola                       | Pontuação  | Ref.   |
| 1º                   | Império Gonçalense           |            | [ 30 ] |
| 2º                   | Acadêmicos do Sossego        |            | [ 30 ] |
| 3º                   | Bugres do Cubango            |            | [ 30 ] |
| 4º                   | Xavantes do Paraíso          |            | [ 30 ] |
| 5º                   | Mocidade Independente        |            | [ 30 ] |
| 6º                   | Bafo do Tigre                |            | [ 30 ] |
| 7º                   | Cacique do Viradouro         |            | [ 30 ] |

#### 1976
| Grupo Especial |                                                      |           |        |
| Colocação      | Escola                                               | Pontuação | Ref.   |
| 1º             | GRES Acadêmicos do Cubango e Canarinhos da Engenhoca | 97 Pontos | [ 2 ]  |
| 2º             | GRES Corações Unidos                                 | 93 Pontos |        |
| 3º             | GRES Unidos do Viradouro                             | 86 Pontos | [ 20 ] |

#### 1977
| Grupo Especial |                              |           |        |
| Colocação      | Escola                       | Pontuação | Ref.   |
| 1º             | GRES Acadêmicos do Cubango   | 98 Pontos | [ 2 ]  |
| 2º             | GRES Corações Unidos         | 89 Pontos |        |
| 3º             | GRES Unidos do Viradouro     | 88 Pontos | [ 20 ] |
| 4º             | GRESCombinado do Amor        | 79 Pontos |        |
| 5º             | GRES Canarinhos da Engenhoca | 78 Pontos |        |
| 6º             | GRES Império de Niterói      | 62 Pontos |        |

#### 1978
| Grupo Especial |                              |           |        |
| Colocação      | Escola                       | Pontuação | Ref.   |
| 1º             | GRES Acadêmicos do Cubango   | 81 Pontos | [ 2 ]  |
| 2º             | GRES Corações Unidos         | 80 Pontos |        |
| 3º             | GRES Unidos do Viradouro     | 76 Pontos | [ 20 ] |
| 4º             | GRESCombinado do Amor        | 73 Pontos |        |
| 5º             | GRES Canarinhos da Engenhoca | 57 Pontos |        |
| 6º             | GRES Souza Soares            | 49 Pontos |        |

#### 1979
| Grupo Especial |                                            |           |        |
| Colocação      | Escola                                     | Pontuação | Ref.   |
| 1º             | GRES Acadêmicos do Cubango                 | 87 Pontos | [ 2 ]  |
| 2º             | GRES Unidos do Viradouro                   | 86 Pontos | [ 20 ] |
| 3º             | GRES Corações Unidos                       | 80 Pontos |        |
| 4º             | GRES Caçadores da Vila                     | 74 Pontos |        |
| 5º             | GRESCombinado do Amor e Bohêmios da Madama | 64 Pontos |        |
| 7º             | GRES Souza Soares                          | 59 Pontos |        |
| 8º             | GRES Canarinhos da Engenhoca               | 52 Pontos |        |

### Década 1980

#### 1980
| Escolas de samba |                 |      |        |
| Colocação        | Escola          | Nota | Ref.   |
| 1º               | Viradouro       |      | [ 16 ] |
| 2º               | Cubango         |      |        |
| 3º               | Corações Unidos |      |        |

#### 1981
| Grupo Especial |                            |           |        |
| Colocação      | Escola                     | Pontuação | Ref.   |
| 1º             | GRES Unidos do Viradouro   | 80 Pontos | [ 20 ] |
| 2º             | GRES Acadêmicos do Cubango | 78 Pontos | [ 31 ] |
| 3º             | GRES Corações Unidos       | 76 Pontos |        |
| 4º             | Souza Soares               | 73 Pontos |        |
| 5º             | GRESCombinado do Amor      | 72 Pontos |        |
| 6º             | Caçadores da Vila          | 71 Pontos |        |
| 7º             | Unidos da Mem de Sá        | 65 Pontos |        |
| 8º             | Branco no Samba            | 60 Pontos |        |

| Grupo de Acesso |                                           |           |        |
| Colocação       | Escola                                    | Pontuação | Ref.   |
| 1º              | Acadêmicos do Sossego                     | 80 Pontos | [ 32 ] |
| 2º              | União da Ilha da Conceição                | 78 Pontos |        |
| 3º              | Mocidade Independente do Bairro Almerinda | 70 Pontos |        |
| 4º              | Império de Niterói                        | 67 Pontos |        |
| 5º              | Canarinhos da Engenhoca                   | 64 Pontos |        |
| 6º              | Acadêmicos do Beltrão                     | 62 Pontos |        |
| 7º              | Boêmios da Madama                         | 61 Pontos |        |
| 8º              | Santo Inácio                              | 58 Pontos |        |
| 9º              | Sabiá                                     | 57 Pontos |        |
| 10º             | Poço do Anil                              | 51 Pontos |        |
| 11º             | Bafo do Bode                              | 50 Pontos |        |
| 12º             | Acadêmicos da Carioca                     | 50 Pontos |        |

| Blocos de Enredo |                       |           |        |
| Colocação        | Escola                | Pontuação | Ref.   |
| 1º               | Camisolão             | 80 Pontos | [ 32 ] |
| 2º               | Império Gonçalense    | 78 Pontos |        |
| 3º               | Bugres do Cubango     | 77 Pontos |        |
| 4º               | Unidos dos Gaviões    | 69 Pontos |        |
| 5º               | Vai Quem Quer         | 66 Pontos |        |
| 6º               | Um Amor Para Todos    | 65 Pontos |        |
| 7º               | Os Pacíficos          | 64 Pontos |        |
| 8º               | Cacique do Viradouro  | 63 Pontos |        |
| 9º               | Bafo do Tigre         | 62 Pontos |        |
| 10º              | Império da Amendoiera | 53 Pontos |        |
| 11º              | Unidos da Boa Vista   | 45 Pontos |        |

#### 1982
| Escolas de samba |                 |      |               |
| Colocação        | Escola          | Nota | Ref.          |
| 1º               | Viradouro       |      | [ 16 ] [ 33 ] |
| 2º               | Corações Unidos |      |               |
| 3º               | Cubango         |      |               |

#### 1983
| Grupo Especial |                            |           |        |
| Colocação      | Escola                     | Pontuação | Ref.   |
| 1º             | GRES Unidos do Viradouro   | 79 Pontos | [ 20 ] |
| 2º             | GRES Acadêmicos do Cubango | 76 Pontos | [ 31 ] |
| 3º             | Branco no Samba            | 73 Pontos | [ 34 ] |
| 4º             | Corações Unidos            | 73 Pontos |        |
| 5º             | União da Ilha da Conceição | 64 Pontos |        |
| 6º             | Souza Soares               | 64 Pontos |        |
| 7º             | Bugres do Cubango          | 63 Pontos |        |
| 8º             | Combinado do Amor          | 57 Pontos |        |
| 9º             | Acadêmicos do Sossego      | 57 Pontos |        |
| 10º            | Caçadores da Vila          | 56 Pontos |        |

#### 1984
| Grupo Especial |                                               |      |        |
| Colocação      | Escola                                        | Nota | Ref.   |
| 1º             | Cubango Viradouro                             |      | [ 35 ] |
| 3º             | Corações Unidos                               |      | [ 20 ] |
| 5º             | União da Ilha da Conceição Combinados do Amor |      | [ 31 ] |

#### 1985
| Grupo Especial |                                            |      |               |
| Colocação      | Escola                                     | Nota | Ref.          |
| 1º             | União da Ilha da Conceição Corações Unidos |      | [ 36 ] [ 16 ] |
| 3º             | Unidos do Viradouro e Sossego              |      | [ 37 ]        |
| 5º             | Cubango                                    |      | [ 31 ]        |
| 6º             | Mocidade Independente do Bairro Almerinda  |      | [ 38 ]        |
| 7º             | Combinado do Amor                          |      | [ 38 ]        |
| 8º             | Souza Soares                               |      | [ 38 ]        |
| 9º             | Branco no Samba                            |      | [ 38 ]        |
| 10º            | Bugres do Cubango                          |      | [ 38 ]        |

#### 1986
| Grupo Especial |                                                           |            |               |
| Colocação      | Escola                                                    | Pontuação  | Ref.          |
| 1º             | Acadêmicos do Sossego                                     | 160 Pontos | [ 39 ] [ 40 ] |
| 2º             | Mocidade Independente do Bairro Almerinda Corações Unidos | 156 Pontos | [ 41 ]        |
| 4º             | União da Ilha da Conceição                                | 154 Pontos | [ 41 ]        |
| 5º             | Combinado do Amor                                         | 141 Pontos | [ 41 ]        |
| 6º             | Souza Soares                                              | 140 Pontos | [ 41 ]        |
| 7º             | Unidos do Gavião                                          | 127 Pontos | [ 41 ]        |
| 8º             | Camisolão                                                 | 123 Pontos | [ 41 ]        |

| Grupo II  |                                            |           |        |
| Colocação | Escola                                     | Pontuação | Ref.   |
| 1º        | Unidos do Santo Inácio e Bugres do Cubango |           | [ 39 ] |

| Blocos - Grupo III |                       |           |        |
| Colocação          | Escola                | Pontuação | Ref.   |
| 1º                 | Mocidade de Pendotiba |           | [ 39 ] |

#### 1987
| Escolas de samba |                 |      |        |
| Colocação        | Escola          | Nota | Ref.   |
| 1º               | Sossego         |      |        |
| 2º               | Corações Unidos |      | [ 16 ] |

#### 1988
| Escolas de samba |         |      |        |
| Colocação        | Escola  | Nota | Ref.   |
| 1º               | Sossego |      | [ 16 ] |

#### 1989
| Grupo Especial |                            |            |        |
| Colocação      | Escola                     | Pontuação  | Ref.   |
| 1º             | Souza Soares               | 156 Pontos | [ 42 ] |
| 2º             | Coraçõe Unidos             | 154 Pontos | [ 42 ] |
| 3º             | União da Ilha da Conceição | 151 Pontos | [ 42 ] |
| 4º             | Santo Inácio               | 147 Pontos | [ 42 ] |
| 5º             | Unidos do Gavião           | 136 Pontos | [ 42 ] |
| 6º             | Bugres do Cubango          | 132 Pontos | [ 42 ] |
| 7º             | Canarinhos da Engenhoca    | 120 Pontos | [ 42 ] |

### Década 1990

#### 1990
| Escolas de samba |                           |      |        |
| Colocação        | Escola                    | Nota | Ref.   |
| 1º               | Mocidade Indep. de Icaraí |      | [ 43 ] |
| 2º               | Camisolão                 |      |        |

#### 1991
| Escolas de samba |                                 |      |        |
| Colocação        | Escola                          | Nota | Ref.   |
| 1º               | Mocidade Independente de Icaraí |      | [ 44 ] |
| 2º               | Sossego                         |      | [ 44 ] |

#### 1992
| Escolas de samba |           |      |        |
| Colocação        | Escola    | Nota | Ref.   |
| 1º               | Camisolão |      | [ 44 ] |
| 2º               | Sossego   |      | [ 44 ] |

#### 1993
| Escolas de samba |           |      |        |
| Colocação        | Escola    | Nota | Ref.   |
| 1º               | Camisolão |      | [ 44 ] |
| 2º               | Sossego   |      | [ 44 ] |

#### 1994
| Grupo Especial |                                 |           |        |
| Colocação      | Escola                          | Pontuação | Ref.   |
| 1º             | Camisolão                       |           | [ 45 ] |
| 2º             | Acadêmicos do Sossego           |           | [ 45 ] |
| 3º             | Mocidade Independente de Icaraí |           | [ 45 ] |
| 4º             | Um Amor Para Todos              |           | [ 45 ] |
| 5º             | Chega Mais                      |           | [ 45 ] |
| 6º             | Bafo do Tigre                   |           | [ 45 ] |
| 7º             | Cacique das Palmeiras           |           | [ 45 ] |
| 8º             | Cacique do Viradouro            |           | [ 45 ] |

| Grupo de Acesso |                        |           |        |
| Colocação       | Escola                 | Pontuação | Ref.   |
| 1º              | Vai Quem Quer          |           | [ 45 ] |
| 2º              | Unidos do Campo Novo   |           | [ 45 ] |
| 3º              | Combinado do Amor      |           | [ 45 ] |
| 4º              | Império de Niterói     |           | [ 45 ] |
| 5º              | Unidos do Copo Gelado  |           | [ 45 ] |
| 6º              | Unidos do Santo Inácio |           | [ 45 ] |
| 7º              | Acadêmicos da Carioca  |           | [ 45 ] |
| 8º              | Acadêmicos do Beltrão  |           | [ 45 ] |
| 9º              | O Bem Amado            |           | [ 45 ] |

#### 1995

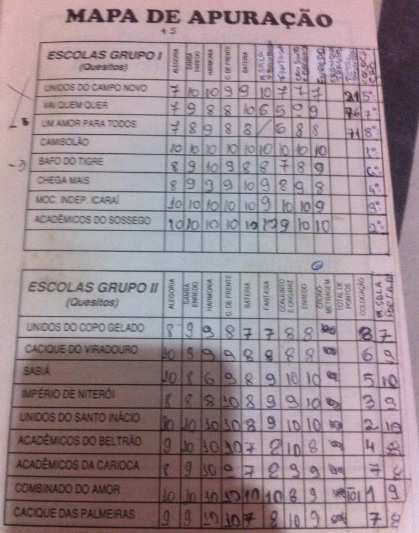
Mapa de apuração do Carnaval de Niterói em 1995.

| Grupo Especial |                                 |           |        |
| Colocação      | Escola                          | Pontuação | Ref.   |
| 1º             | Camisolão                       |           | [ 44 ] |
| 2º             | Sossego                         |           | [ 44 ] |
| 3º             | Mocidade Independente de Icaraí |           | [ 44 ] |
| 4º             | Chega Mais                      |           | [ 44 ] |
| 5º             | Unidos do Campo Novo            |           | [ 44 ] |
| 6º             | Bafo do Tigre                   |           | [ 44 ] |
| 7º             | Vai Quem Quer                   |           | [ 44 ] |
| 7º             | Um Amor Para Todos              |           | [ 44 ] |

| Grupo II  |                                             |           |        |
| Colocação | Escola                                      | Pontuação | Ref.   |
| 1º        | Combinado do Amor                           |           | [ 44 ] |
| 2º        | Unidos do Santo Inácio                      |           | [ 44 ] |
| 3º        | Império de Niterói                          |           | [ 44 ] |
| 4º        | Acadêmicos do Beltrão                       |           | [ 44 ] |
| 5º        | Sabiá                                       |           | [ 44 ] |
| 6º        | Cacique do Viradouro                        |           | [ 44 ] |
| 7º        | Acadêmicos da Carioca Cacique das Palmeiras |           | [ 44 ] |
| 9º        | Unidos do Copo Gelado                       |           | [ 44 ] |

### Década 2000

#### 2006
| Grupo Especial |                           |           |        |
| Colocação      | Escola                    | Pontuação | Ref.   |
| 1º             | Acadêmicos do Novo México |           | [ 46 ] |

#### 2007
| Grupo Especial |                                                           |           |        |
| Colocação      | Escola                                                    | Pontuação | Ref.   |
| 1º             | Acadêmicos do Novo México Mocidade Independente de Icaraí |           | [ 46 ] |

#### 2008
| Grupo Especial |                                 |        |
| Colocação      | Escola                          | Ref.   |
| 1º             | Mocidade Independente de Icaraí | [ 47 ] |

## Edições
| Ano                                                           | Campeonatos                                  | Vice-campeão                                 | Terceiro Lugar                                 | Títulos             |
| Carnaval de Niterói                                           | Carnaval de Niterói                          | Carnaval de Niterói                          | Carnaval de Niterói                            | Carnaval de Niterói |
| ------------------------------------------------------------- | -------------------------------------------- | -------------------------------------------- | ---------------------------------------------- | ------------------- |
| 1946                                                          | Sabiá                                        |                                              |                                                | 1                   |
| 1947                                                          | Sabiá                                        |                                              |                                                | 2                   |
| 1948                                                          | Sabiá                                        | Combinado do Amor                            | Escola Primavera                               | 3                   |
| 1949                                                          | Viradouro                                    | Combinado do Amor                            | Escola Primavera                               | 1                   |
| 1950                                                          | Viradouro                                    |                                              |                                                | 2                   |
| 1951                                                          | Não houve desfile                            | Não houve desfile                            | Não houve desfile                              | Não houve desfile   |
| 1952                                                          | Viradouro                                    |                                              |                                                | 3                   |
| 1953                                                          | Viradouro                                    | Combinado do Amor                            |                                                | 4                   |
| 1954                                                          | Combinado do Amor                            |                                              |                                                | 1                   |
| 1955                                                          | Combinado do Amor                            | Viradouro                                    |                                                | 2                   |
| 1956                                                          | Viradouro                                    | Combinado do Amor                            |                                                | 5                   |
| 1957                                                          | Viradouro                                    | Combinado do Amor                            |                                                | 6                   |
| 1958                                                          | Viradouro                                    |                                              |                                                | 7                   |
| 1959                                                          | Viradouro                                    | Combinado do Amor                            |                                                | 8                   |
| 1960                                                          | Corações Unidos                              | Viradouro                                    | Combinado do Amor                              | 1                   |
| 1961                                                          | Combinado do Amor                            | Corações Unidos                              |                                                | 3                   |
| 1962                                                          | Viradouro                                    | Corações Unidos                              | Combinado do Amor                              | 9                   |
| 1963                                                          | Viradouro                                    | Corações Unidos                              | Combinado do Amor                              | 10                  |
| 1964                                                          | Corações Unidos                              | Cubango                                      |                                                | 2                   |
| 1965                                                          | Corações Unidos                              | Combinado do Amor                            | Cubango                                        | 3                   |
| 1966                                                          | Corações Unidos                              |                                              | Cubango                                        | 4                   |
| 1967                                                          | Cubango                                      | Viradouro                                    |                                                | 1                   |
| 1968                                                          | Cubango                                      | Viradouro                                    |                                                | 2                   |
| 1969                                                          | Cubango                                      | Viradouro                                    |                                                | 3                   |
| 1970                                                          | Cubango                                      | Combinado do Amor                            | Viradouro                                      | 4                   |
| 1971                                                          | Viradouro                                    | Unidos da Mem de Sá                          | Combinado do Amor                              | 11                  |
| 1972                                                          | Cubango                                      | Viradouro                                    | Unidos da Mem de Sá                            | 5                   |
| 1973                                                          | Viradouro                                    | Combinado do Amor                            | Cubango e Canarinhos da Engenhoca              | 12                  |
| 1974                                                          | Viradouro                                    | Cubango                                      |                                                | 13                  |
| 1975                                                          | Cubango                                      | Viradouro                                    | Canarinhos da Engenhoca                        | 6                   |
| 1976                                                          | Cubango e Canarinhos da Engenhoca            | Corações Unidos                              | Viradouro                                      | 7                   |
| 1977                                                          | Cubango                                      | Corações Unidos                              | Viradouro                                      | 8                   |
| 1978                                                          | Cubango                                      | Corações Unidos                              | Viradouro                                      | 9                   |
| 1979                                                          | Cubango                                      | Viradouro                                    | Corações Unidos                                | 10                  |
| 1980                                                          | Viradouro                                    | Cubango                                      | Corações Unidos                                | 14                  |
| 1981                                                          | Viradouro                                    | Cubango                                      | Corações Unidos                                | 15                  |
| 1982                                                          | Viradouro                                    | Corações Unidos                              | Cubango                                        | 16                  |
| 1983                                                          | Viradouro                                    | Cubango                                      | Branco no Samba                                | 17                  |
| 1984                                                          | Cubango e Viradouro                          | Corações Unidos                              | Combinado do Amor e União da Ilha da Conceição | 11 e 18             |
| 1985                                                          | União da Ilha da Conceição e Corações Unidos |                                              | Viradouro e Sossego                            | 1 e 5               |
| 1986                                                          | Sossego                                      | Moc. Ind. Bairro Almerinda e Corações Unidos | União da Ilha da Conceição                     | 1                   |
| 1987                                                          | Sossego                                      | Corações Unidos                              |                                                | 2                   |
| 1988                                                          | Sossego                                      |                                              |                                                | 3                   |
| 1989                                                          | Souza Soares                                 | Corações Unidos                              | União da Ilha da Conceição                     | 1                   |
| 1990                                                          | Moc. Ind. de Icaraí                          | Camisolão                                    |                                                | 1                   |
| 1991                                                          | Mocidade Independente de Icaraí              | Sossego                                      |                                                | 1                   |
| 1992                                                          | Camisolão                                    | Sossego                                      |                                                | 2                   |
| 1993                                                          | Camisolão                                    | Sossego                                      |                                                | 3                   |
| 1994                                                          | Camisolão                                    | Sossego                                      | Moc. Ind. de Icaraí                            | 4                   |
| 1995                                                          | Camisolão                                    | Sossego                                      | Moc. Ind. de Icaraí                            | 5                   |
| Não houve desfiles entre 1996 e 2005                          |                                              |                                              |                                                |                     |
| 2006                                                          | Novo México                                  |                                              |                                                | 1                   |
| 2007                                                          | Novo México Mocidade Ind. de Icaraí          |                                              |                                                | 2 e 2               |
| 2008                                                          | Mocidade Ind. de Icaraí                      |                                              |                                                | 3                   |
| 2009                                                          | Mocidade Ind. de Icaraí                      | Folia do Viradouro                           | Bafo do Tigre                                  | 4                   |
| 2010                                                          | Mocidade Ind. de Icaraí                      | Inocentes de Maricá                          | Sabiá                                          | 5                   |
| 2011                                                          | Sabiá                                        | Folia do Viradouro                           | Inocentes de Maricá                            | 4                   |
| 2012                                                          | Folia do Viradouro                           | Unidos da Região Oceânica                    | Independente do Boaçu                          | 1                   |
| 2013                                                          | Sabiá                                        | Tá Mole Mas é Meu                            | Folia do Viradouro                             | 5                   |
| 2014                                                          | Sabiá                                        | Folia do Viradouro                           | Império de Araribóia                           | 6                   |
| 2015                                                          | Folia do Viradouro                           | Sabiá                                        | Império de Araribóia                           | 2                   |
| 2016                                                          | Folia do Viradouro                           | Sabiá                                        | Império de Araribóia                           | 3                   |
| 2017                                                          | Folia do Viradouro                           | Império de Araribóia                         | Combinado do Amor                              | 4                   |
| 2018                                                          | Alegria da Zona Norte                        | Império de Araribóia                         | Sabiá                                          | 1                   |
| 2019                                                          | Alegria da Zona Norte                        | Império de Araribóia                         | Souza Soares                                   | 2                   |
| 2020                                                          | Magnólia Brasil                              | Folia do Viradouro                           | Região Oceânica                                | 1                   |
| O desfile de 2021 foi cancelado devido a pandemia de Covid-19 |                                              |                                              |                                                |                     |
| 2022                                                          | Folia do Viradouro                           | Alegria da Zona Norte                        | Magnólia Brasil                                | 5                   |
| 2023                                                          | Magnólia Brasil                              | Alegria da Zona Norte                        | Sabiá                                          | 2                   |
| 2024                                                          | Experimenta da Ilha da Conceição             | Magnólia Brasil                              | Alegria da Zona Norte                          | 1                   |
| 2025                                                          | Folia do Viradouro                           | Magnólia Brasil                              | Império de Charitas                            | 6                   |